# БАТ-М

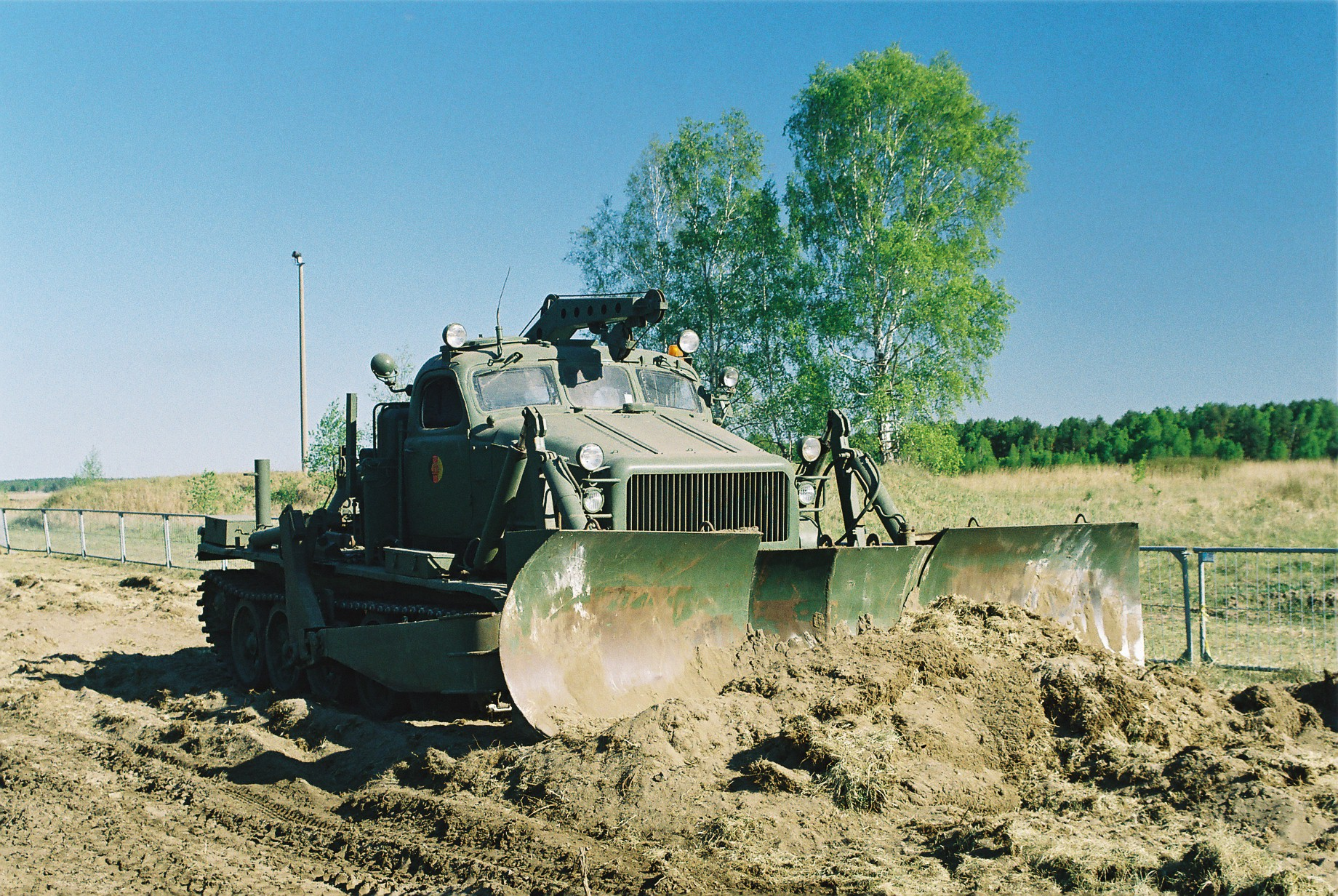
Большой артиллерийский тягач м

Путепрокладчик «БАТ-М» (большой артиллерийский тягач модернизированный) — советский гусеничный путепрокладчик; один из образцов инженерной техники ВС СССР. 
Путепрокладчик БАТ-М относится к классу инженерных (дорожных) машин и служит для преодоления разрушений и препятствий: 
предназначен для прокладывания колонных путей, засыпки воронок, рвов, траншей; 
устройства пологих спусков на крутых склонах; 
проделывания проходов в завалах, прокладывания просек в кустарнике, мелколесье; 
расчистки дорог и колонных путей от снега, расчистки обломков зданий, отрытия кюветов; может использоваться для отрытия котлованов, окопов и укрытий для техники, грузоподъёмных работ, засыпки собранных в котловане блиндажей, убежищ.
Позднее заменён на БАТ-2.

## Описание конструкции
Базовая машина — путепрокладчик БАТ на основе тягача высокой проходимости АТ-Т, от которого машина отличается гидравлическим, а не механическим (тросовым) управлением рабочего органа (отвала). 
Мощность двигателя 415 л. с., масса 27,5 тонны, транспортная скорость до 35,5 км/ч. 
Кабина герметизирована, снабжена фильтро—вентиляционной установкой (ФВУ), благодаря чему машина может работать на местности, заражённой отравляющими и радиоактивными веществами, причём экипаж в кабине может находиться без средств индивидуальной защиты.
Рабочий орган (отвал) может устанавливаться (ширина в плане) в бульдозерное (5 метров), двухотвальное (как показано на рисунке) (4,5 метра) и грейдерное (4,0 метра) положение. Благодаря этому путепрокладчик может использоваться для различных дорожных и землеройных работ. Расположенная впереди рабочего органа регулируемая по высоте лыжа обеспечивает возможность снятия земляного слоя заданной толщины.
Поднимание и опускание, в том числе и принудительное заглубление рабочего органа, а также его перекос в любую сторону производится с помощью гидропривода.
Дополнительно машина оснащена крановым оборудованием грузоподъёмностью две тонны, причём управление им производится с выносного пульта, благодаря чему крановщик может одновременно выполнять роль такелажника (стропальщика).
В транспортном положении рабочий орган закидывается за кабину, что разгружает передние катки и обеспечивает машине хорошую проходимость по пересечённой местности. Площадь опорной поверхности гусениц равна танковой, что при значительно меньшей, чем у танка, массе (27,5 тонны) обеспечивает машине хорошую проходимость по мягкому грунту, снегу и заболоченной местности.
Значительный запас топлива (около 950 кг) обеспечивает машине пробег свыше 500 км или автономную работу в течение 12—15 часов.
Производительность:
- прокладка колонного пути по среднепересечённой местности: 1,5—10 км/ч;
- землеройные работы: 200—250 м3/ч;
- грузоподъёмность крана: до 2 тонн.

## Страны-эксплуатанты
- СССР — БАТ-М состоял на вооружении специальных войск (инженерных и дорожных) ВС СССР[1], в инженерно-сапёрной роте мотострелкового (танкового) полка — 1 шт, в инженерно-сапёрном батальоне мотострелковой (танковой) дивизии — 9 шт, и так далее.
- ГДР — партия БАТ-М была закуплена в СССР и находилась на вооружении ННА ГДР[2]

## Оценка машины
Машина прочная, надёжная, безотказная. Кабина просторная, тёплая (двигатель под полом кабины). Кроме перечисленного в статье оборудования, имеет мощную лебёдку с приводом от базового двигателя и очень толстым тросом. Лебёдкой машина вытягивает себя из любой грязи. Может вытянуть и танк, если только он не слишком засел. Мощнее только лебёдка на специальном танковом тягаче БТС-2. Однако для землеройных работ несколько слабовата (слишком велик рабочий орган для машины такой мощности и собственного веса). Впрочем, БАТ-М в целом для землеройных работ не предназначен. Дальнейшим развитием этой машины является путепрокладчик БАТ-2. Там в кабине размещается, кроме экипажа, ещё и сапёрное отделение. Та машина полубронированная. Однако на взгляд автора она длинновата, менее поворотлива и более громоздкая— Веремеев Ю. Г.
.